# 洪泉乡
洪泉乡，是中华人民共和国吉林省松原市前郭尔罗斯蒙古族自治县下辖的一个乡镇级行政单位。

## 行政区划
洪泉乡下辖以下地区：
洪泉村、老北井子村、大青坨子村、胡勒斯沟村、东升村、东井子村、太平庄村、尖山子村和苇芦坨子村。